# Distretto di Pak Chom
Il distretto di Pak Chom (in thailandese: ปากชม) è un distretto (amphoe) della Thailandia, situato nella provincia di Loei.